# 東部菱背響尾蛇
東部菱背響尾蛇（学名：Crotalus adamanteus，英文名：Eastern diamondback rattlesnake）為美洲最重的毒蛇，除了是世界上最大的響尾蛇，也是北美洲最大的毒蛇，最常可達7英呎（2.14公尺）。東部菱背響尾蛇的名稱來自於背上明顯的菱形背斑，能使牠們融入落葉林的地層。東部菱背響尾蛇有時會游泳穿梭於外海的各個島嶼，最遠能游離岸邊20000碼的島嶼。遊客有時會在登山步道上遇見牠們，有時會不經意的踩到使牠們來不及搖動響環警告而激起牠們的自衛本能，使東部菱背響尾蛇在該地聲名狼藉。